# Fulvetta de Ludlow
Fulvetta ludlowi
Espèce
Synonymes
- Alcippe ludlowi (Kinnear, 1935)

Statut de conservation UICN

 LC  : Préoccupation mineure
La Fulvetta de Ludlow (Fulvetta ludlowi), anciennement Alcippe de Ludlow, est une espèce d’oiseaux de la famille des Paradoxornithidae, longtemps incluse dans le genre Alcippe.
Son nom est attribué à l'officier et naturaliste britannique Frank Ludlow (1885-1972).

## Répartition
Son aire s'étend à travers l'est de l'Himalaya (du Bhoutan au sud-est du Tibet).